# Digital design
Digital design er en universitetsuddannelse, der kan læses på Aarhus Universitet. 
Bacheloruddannelsen tager 3 år, kandidatuddannelsen 2 år. 
Uddannelsen i digital design giver et bredt kendskab til forskellige interaktions- og udtryksformer, der involverer IT og æstetik. Det kan være digital kunst, computerspil, næste generations mobiltelefoner, webdesign, elektronisk musik, det interaktive drama og lignende.
Vores kultur bygger i stigende grad på oplevelser og æstetik. Kunst og æstetiske teorier inddrages i mange sammenhænge for at skabe oplevelser og kommunikere værdier og udtryk. Tidligere fokuserede man på at løse arbejdsopgaver effektivt ved hjælp af IT, men i dag er IT også grundlaget for social interaktion og kommunikation (f.eks. e-mail, blogs, Facebook, YouTube) og et medie for formidling, leg, underholdning og kunst (f.eks. computerspil, internet, robotter m.m.). Der er derfor nu og i fremtiden brug for kandidater med kompetencer indenfor IT-orienteret design og æstetik. 
En uddannelse i Digital design giver kompetencer inden for æstetisk analyse og teori kombineret med teknisk, metodisk og analytisk viden inden for IT-design. Samtidig lærer de studerende at kommunikere i og med digitale medier.
Kandidater i Digital design finder typisk beskæftigelse inden for: 
- IT-branchen – som konsulenter inden for IT, telekommunikation, e-handel, web, visualisering, e-læring eller spil.
- Undervisning – inden for IT-branchen, på højskoler, aftenskoler, i virksomheder, på gymnasier eller på universiteter.
- Marketing og kommunikation. Kandidater i digital design har erfaring med formidling og kan arbejde med marketing og kommunikation på fx reklamebureauer.
- Forskning. Hvis man vil gøre karriere som forsker, kan man søge om optagelse på universitetets ph.d.-program – enten efter første år på kandidatuddannelsen eller efter specialet.